# Narecho pallioviridis
Narecho pallioviridis är en insektsart som beskrevs av Jacobi 1910. Narecho pallioviridis ingår i släktet Narecho och familjen dvärgstritar. Inga underarter finns listade i Catalogue of Life.